# Communauté d’agglomération de la Riviera Française
Die Communauté d’agglomération de la Riviera Française (inoffiziell Communauté de la Riviera Française) ist ein französischer Gemeindeverband mit der Rechtsform einer Communauté d’agglomération im Département Alpes-Maritimes in der Region Provence-Alpes-Côte d’Azur. Sie wurde am 27. September 2001 gegründet und umfasst 15 Gemeinden. Der Verwaltungssitz befindet sich im Ort Menton.

## Mitgliedsgemeinden
| Gemeinde                                           | Einwohner 1. Januar 2022 | Fläche km² | Dichte Einw./km² | Code INSEE | Postleitzahl |
| -------------------------------------------------- | ------------------------ | ---------- | ---------------- | ---------- | ------------ |
| Beausoleil                                         | 12.430                   | 2,79       | 4.455            | 06012      | 06240        |
| Breil-sur-Roya                                     | 2.292                    | 81,31      | 28               | 06023      | 06540        |
| Castellar                                          | 1.042                    | 12,24      | 85               | 06035      | 06500        |
| Castillon                                          | 422                      | 7,51       | 56               | 06036      | 06500        |
| Fontan                                             | 309                      | 49,61      | 6                | 06062      | 06540        |
| Gorbio                                             | 1.568                    | 7,02       | 223              | 06067      | 06500        |
| La Brigue                                          | 741                      | 91,77      | 8                | 06162      | 06430        |
| La Turbie                                          | 3.012                    | 7,42       | 406              | 06150      | 06320        |
| Menton                                             | 30.326                   | 14,05      | 2.158            | 06083      | 06500        |
| Moulinet                                           | 253                      | 41,07      | 6                | 06086      | 06380        |
| Roquebrune-Cap-Martin                              | 12.419                   | 9,33       | 1.331            | 06104      | 06190        |
| Sainte-Agnès                                       | 1.365                    | 9,37       | 146              | 06113      | 06500        |
| Saorge                                             | 432                      | 86,78      | 5                | 06132      | 06540        |
| Sospel                                             | 3.807                    | 62,39      | 61               | 06136      | 06380        |
| Tende                                              | 1.898                    | 177,47     | 11               | 06163      | 06430        |
| Communauté d’agglomération de la Riviera Française | 72.316                   | 660,13     | 110              | –          | –            |